# フェード現象
フェード現象（フェードげんしょう）とは、自動車やオートバイでの走行中に摩擦ブレーキを連続使用した結果、ブレーキの効き（制動力）が低下すること。これは同様の摩擦材を使う乾式のクラッチディスクでも起こりうる。
「フェード」は英語の brake fade（ブレーキの制動力の減少のこと。fade は、衰える、弱まるの意）から。

## 概要
摩擦ブレーキを使用すると摩擦材が加熱される。下り坂などでブレーキを連続使用すると摩擦材の素材であるゴムや樹脂などが設定された耐熱温度を超えて分解・ガス化し、これがブレーキローターとの間に入り込むとガス膜が潤滑剤のような働きを起こして摩擦係数が低下する。
熱が逃げにくい構造のドラムブレーキに発生しやすいが、ディスクブレーキでも発生する。放熱用に、ドラムブレーキには放熱フィンを備えたものや、ディスクブレーキには放熱用の溝や穴を円周部に開けてあるもの（ベンチレーテッドディスクと呼ばれる）もある。フェードを防ぐには、非摩擦ブレーキであるエンジンブレーキや排気ブレーキ、リターダーなどを活用するのがよい。
フェード現象が始まる温度をフェードポイントと呼び、摩擦材の素材によってこの温度は違う。レースなどで使用される製品では樹脂やゴムが少ない・使わない素材を使う場合もある。
なお、フェード現象が発生した場合、液圧式（油圧式）や空気液圧（油圧）複合式のブレーキを採用した車種の場合はそのままブレーキを掛けつづけると熱がブレーキフルードにまで伝わり、フルードの沸騰によって完全に制動力が失われる。これを「ベーパーロック現象」と呼ぶ。
また、ブレーキローターとの間に水が入り込むと普通のフェード現象と同じように摩擦係数が低下する。この場合は別にウォーターフェードと言い、摩擦材の過熱が原因の熱フェードと区別する。